# Clark Gregg
Pour les articles homonymes, voir Gregg.
Clark Gregg est un acteur, scénariste et réalisateur américain, né le 2 avril 1962 à Boston (Massachusetts).
Il est surtout connu pour son interprétation de Phil Coulson, agent du SHIELD, dans les premières productions liées à l'univers cinématographique Marvel : les blockbusters Iron Man (2008), Iron Man 2 (2010), Thor (2011), Avengers (2012), puis beaucoup plus tard Captain Marvel (2019). Son personnage est ensuite propulsé héros d'une série télévisée dérivée, Marvel : Les Agents du SHIELD, diffusée de 2013 à 2020.

## Biographie

### Jeunesse et formation
Robert Clark Gregg est né le 2 avril 1962 à Boston, dans le Massachusetts, de l'union de Mary Layne (née Shine) et de Robert Clark Gregg Sr., prêtre épiscopal et professeur à l'université Stanford. Sa famille ayant déménagé fréquemment, il vit dans sept villes différentes jusqu'à ses 17 ans.
Il étudie au lycée de Chapel Hill, en Caroline du Nord, où son père était professeur. Il fréquente ensuite l'Ohio Wesleyan University pendant deux ans avant de déménager à Manhattan. Durant ses études, il occupe divers emplois, comme barman, agent de sécurité au musée Guggenheim et voiturier dans un restaurant. Décidé à suivre une carrière d'acteur, il s'inscrit à la New York Tisch School of the Arts University, où il étudie l'art dramatique et obtient son diplôme en 1986. 

### Vie personnelle
Depuis le 21 juillet 2001, il est marié avec l'actrice Jennifer Grey (vue notamment dans Dirty Dancing). Le couple a une fille prénommée Stella, née le 3 décembre 2001. En juillet 2020, ils se séparent après 19 ans de mariage,.

## Filmographie

### Cinéma

#### Longs métrages
- 1988 : Parrain d'un jour (Things Change) : Stage Manager
- 1989 : Les Maîtres de l'ombre (Fat Man and Little Boy) : Douglas Panton
- 1991 : Lana in Love : Marty
- 1994 : Les Complices (I Love Trouble) de Charles Shyer : Darryl Beekman, Jr.
- 1994 : Danger immédiat (Clear and Present Danger) : Staff Sergeant
- 1994 : Ride Me : Jake Shank
- 1995 : Usual Suspects (The Usual Suspects) de Bryan Singer : Dr Walters
- 1995 : Insoupçonnable (Above Suspicion) : Randy
- 1997 : Suicide Club (The Last Time I Committed Suicide) : Cop #1
- 1997 : Six Ways to Sunday : Benjamin Taft
- 1997 : La Prisonnière espagnole (The Spanish Prisoner) : FBI Sniper
- 1997 : Hot Sauce : l'ex-petit ami
- 1998 : The Adventures of Sebastian Cole : Hank / Henrietta Rossi
- 1999 : Magnolia de Paul Thomas Anderson : WDKK Floor Director
- 2000 : Séquences et conséquences (State and Main) : Doug Mackenzie
- 2001 : A.I. Intelligence artificielle (Artificial Intelligence: AI) : Supernerd
- 2001 : Lovely and Amazing : Bill
- 2002 : Photo obsession (One Hour Photo) : l'inspecteur Paul Outerbridge
- 2002 : Nous étions soldats (We Were Soldiers) : le capitaine Tom Metsker
- 2003 : Northfork des  Frères Polish : M. Hadfield
- 2003 : 11:14 : officier Hannagan
- 2003 : La Couleur du mensonge (The Human Stain) : Nelson Primus
- 2004 : Spartan : Miller
- 2004 : Entre les mains de l'ennemi (In Enemy Hands) : officier Teddy Goodman
- 2004 : En bonne compagnie (In Good Company) : Mark Steckle
- 2006 : Terreur sur la ligne (When a Stranger Calls) : M. Johnson
- 2006 : Bickford Shmeckler's Cool Ideas : le publicitaire
- 2006 : Hoot de Wil Shriner : Chuck Muckle
- 2007 : In the Land of Women de Jon Kasdan : Nelson Hardwicke
- 2007 : États de choc (The Air I Breathe) de Jieho Lee : Henry
- 2008 : Choke de Clark Gregg : Lord High Charlie
- 2008 : Iron Man de Jon Favreau : Phil Coulson, agent du SHIELD
- 2009 : (500) jours ensemble ((500) Days of Summer) : Vance, le chef de service
- 2010 : Iron Man 2 de Jon Favreau : Phil Coulson, agent du SHIELD
- 2011 : Thor de Kenneth Branagh : Phil Coulson, agent du SHIELD
- 2011 : Monsieur Popper et ses pingouins (Mr. Popper's Penguins) de Mark Waters : Nat Jones
- 2012 : Avengers (The Avengers) de Joss Whedon : Phil Coulson, agent du SHIELD
- 2012 : Beaucoup de bruit pour rien de Joss Whedon : Leonato
- 2013 : Very Good Girls de Naomi Foner : Edward
- 2013 : The Sex List de Maggie Carey : le juge Klark
- 2013 : Last Days of Summer de Jason Reitman : Gerald
- 2013 : Brightest Star de Maggie Kiley : M. Markovic
- 2013 : Trust Me de lui-même : Howard Holloway
- 2015 : Thrilling Adventure Hour Live de Neil Mahoney et Aaron Ginsburg : Mason Grantz
- 2016 : Live by Night de Ben Affleck : Calvin Bondurant
- 2018 : Spinning Man de Simon Kaijser : Paul
- 2019 : Captain Marvel d'Anna Boden et Ryan Fleck : Phil Coulson, agent du SHIELD
- 2021 : Moxie d'Amy Poehler : John
- 2021 : Being the Ricardos d'Aaron Sorkin
- 2025 : G20 de Patricia Riggen
- 2025 : War of the Worlds de Rich Lee

#### Courts métrages
- 1996 : Mailman : Dave
- 2011 : Le Consultant (Marvel One-Shot: The Consultant) : Phil Coulson, agent du SHIELD
- 2011 : Une drôle d'histoire en allant voir le marteau de Thor (Marvel One-Shot: A Funny Thing Happened on the Way to Thor's Hammer) : Phil Coulson, agent du SHIELD
- 2011 : Nimrod and Stinky's Antarctic Adventure de Carlos Ramos et Dan Schmit : Nat Jones
- 2016 : Too Legit : Dr Mekel

### Télévision

#### Téléfilms
- 1988 : Lip Service : Stage Manager
- 1995 : Mike Tyson, l'histoire de sa vie (Tyson) : Kevin Rooney
- 2002 : Désordre affectif (My Sister's Keeper) : Harvey
- 2002 : En direct de Bagdad (Live from Baghdad) : Eason Jordan
- 2006 : The Road to Christmas ou Noël à Aspen : Tom Pullman

#### Séries télévisées
- 1991 : New York, police judiciaire : Patrick Dunne (saison 1, épisode 12)
- 1991 : Shannon's Deal : Mercer (2 épisodes)
- 1991 : Une femme nommée Jackie : Kenneth O'Donnell (mini-série)
- 1991 - 1992 : Another World : L'obstétricien d'Olivia (2 épisodes)
- 1993 : As the World Turns : Russell Clark (8 épisodes)
- 1993 : Les Aventures du jeune Indiana Jones : Dickinson (saison 2, épisode 6)
- 1994 : The George Carlin Show : Papa (saison 2, épisode 9)
- 1995 : L'As de la crime : Tom Cannon (2 épisodes)
- 1995 : Central Park West : Manager (saison 1, épisode 11)
- 1996 : Les Anges du bonheur : Don Dudley (saison 2, épisode 16)
- 2000 : Sports Night : L'étranger (2 épisodes)
- 2000 : Sex and the City : Harris Bragen (saison 3, épisode 12)
- 2000 : The Practice : Donnell et Associés : Bob McGrath (saison 5, épisode 7)
- 2001 - 2004 : À la Maison-Blanche : Michael Casper (saisons 2 à 5)
- 2003 : Will et Grace : Cam (saison 5, épisode 22)
- 2004 : The Shield : William Faulks (2 épisodes)
- 2005 : Les Experts : Manhattan : Procureur Allen McShane (saison 1, épisode 17)
- 2006 - 2010 : Old Christine : Richard Campbell (88 épisodes)
- 2012 - 2013 : Ultimate Spider-Man : Phil Coulson (animation - voix originale, 29 épisodes)
- 2013 - 2020 : Marvel : Les Agents du SHIELD : Phil Coulson / Sarge (136 épisodes)
- 2016 : Agents of S.H.I.E.L.D.: Slingshot : Phil Coulson (mini-série, épisode 1)
- 2019 : SMILF : M. Daddy (saison , épisode )
- 2021 : What If...? : Phil Coulson (animation - voix originale, 2 épisodes)
- 2023 : Will Trent : Arthur Highsmith (saison 2, épisode 1)
- 2023 : Florida Man : Shérif-adjoint John Ketcher
- 2023 : How I Met Your Father : Nick Foster (Saison 2, 3 épisodes)
- 2023 : Painkiller : Arthur M. Sackler
- depuis 2024 : Esprits criminels : Ray Madison, directeur du FBI (2 épisodes)
- depuis 2024 : Snowpiercer : Amiral Milius (6 épisodes)
- 2025 : Murderbot : le lieutenant

### Jeux vidéo
- 2013 : Marvel Heroes : agent Phil Coulson (voix originale)
- 2013 : Lego Marvel Super Heroes : agent Phil Coulson (voix originale)
- 2016 : Lego Marvel's Avengers : agent Phil Coulson (voix originale)

### Scénariste
- 2000 : Apparences (What Lies Beneath)
- 2008 : Choke
- 2013 : Trust Me

### Réalisateur
- 2008 : Choke
- 2010 : A Breakfast Nook
- 2013 : Trust Me

## Voix francophones
En version française, Jean-Pol Brissart,, décédé en 2024, a été la voix la plus régulière de Clark Gregg. Il le double notamment dans toutes ses apparitions au sein du MCU (dont Iron Man 1 et 2, Thor, Avengers ou encore dans la série Marvel : Les Agents du SHIELD, etc.). Jean-François Aupied l'a également doublé à cinq reprises (Old Christine, Last Days of Summer, Spinning Man, Moxie et Florida Man). À deux occasions, il a aussi eu la voix d'Éric Legrand (The Practice : Donnell et Associés et Will et Grace), Nicolas Marié (À la Maison-Blanche et Noël à Aspen), Éric Herson-Macarel (Photo Obsession et Nous étions soldats) et Tony Joudrier ((500) jours ensemble et Monsieur Popper et ses pingouins). À titre exceptionnel, Thierry Wermuth lui prête sa voix dans Séquences et conséquences, Vincent Violette dans Désordre affectif, Dominique Collignon-Maurin dans 11:14, Bernard Lanneau dans The Shield, Patrick Béthune dans Entre les mains de l'ennemi, Bruno Choël dans Spartan, Guillaume Lebon dans En bonne compagnie, Olivier Destrez dans Hoot, Frédéric Popovic dans États de choc,, Emmanuel Lemire dans Live by Night, Georges Caudron dans Cours ma jolie, cours, Dimitri Rataud dans Zero Day et Guillaume Lebon dans G20 et La Guerre des mondes.
Version française
- Jean-Pol Brissart : Iron Man 1 et 2, Thor, Avengers, dans la série Marvel : Les Agents du SHIELD, etc.